# 1970年のヤクルトアトムズ
1970年のヤクルトアトムズ（1970ねんのヤクルトアトムズ）では、1970年のヤクルトアトムズの動向をまとめる。
この年のヤクルトアトムズは、別所毅彦監督の3年目のシーズンである。

## 概要
この年の1月、産経新聞が保有していた球団株をヤクルト本社に完全譲渡（ただし、テレビ・ラジオ中継などの後援関係は維持）し、ヤクルト元年のこの年は4月を5勝7敗1分とまずまずのスタートも、5月に4連敗以上を3回記録して最下位に転落した。6月は4連勝を含む7勝11敗と健闘するも、7月4日から11連敗となった。8月4日から始まった連敗が11となったところで別所監督が解任され、小川善治2軍監督が代理監督を務めた。だが、監督交代後も連敗は続き、球団史上最長タイの16連敗（2回目は2019年）を喫し、最下位に終わった。所属する選手にも不祥事が相次ぎ、6月18日には無免許運転で事故を起こした加藤俊夫が無期限出場停止、9月8日にはこの時期球界で騒がれていた「黒い霧事件」がヤクルトにも飛び火、桑田武がオートレース八百長で逮捕され出場停止、そして加藤と同期入団の奥柿幸雄が失踪で引退になるなどまさに踏んだり蹴ったりの状態だった。投手陣は石岡康三と浅野啓司の6勝が最高で、前年9勝の2年目・藤原真も僅か1勝(10敗)しか挙げられず、石戸四六、松岡弘ら主力投手陣も大きく負け越すなど崩壊した。頼みの綱の打撃陣もチーム総本塁打数69本、チーム打率.215で不振だった。対戦成績は6連覇の巨人相手にビジターで全く勝てず、5勝21敗で同一カード11連敗（うち3試合が完封負け）を喫した。しかし、唯一の明るい話題はチームでただ一人全130試合フル出場の東条文博が28盗塁で初の盗塁王を獲得した。この年のドラフト会議で3位の若松勉を筆頭に、1位の山下慶徳、8位の会田照夫、10位の杉浦享と1978年初優勝時のV戦士が指名されて入団。また前年のドラフト会議で大洋に1位指名されながら入団を拒否し、アメリカ野球留学をしていた荒川尭（早稲田大学）が10月7日にいったん大洋に入団した後、12月26日にトレードで入団した。なお、荒川は翌シーズン開幕から1ヶ月間出場停止のペナルティを受けたが、チームにとって新たなスターが誕生した。

## チーム成績

### レギュラーシーズン
| 1 | 中 | 大塚徹     |
| 2 | 遊 | 東条文博   |
| 3 | 一 | チャンス   |
| 4 | 右 | ロバーツ   |
| 5 | 左 | 西園寺昭夫 |
| 6 | 二 | 武上四郎   |
| 7 | 三 | 中村国昭   |
| 8 | 捕 | 加藤俊夫   |
| 9 | 投 | 石岡康三   |

| 順位 | 4月終了時 | 4月終了時 | 5月終了時 | 5月終了時 | 6月終了時 | 6月終了時 | 7月終了時 | 7月終了時 | 8月終了時 | 8月終了時 | 9月終了時 | 9月終了時 | 最終成績 | 最終成績 |
| ---- | --------- | --------- | --------- | --------- | --------- | --------- | --------- | --------- | --------- | --------- | --------- | --------- | -------- | -------- |
| 1位  | 巨人      | --        | 巨人      | --        | 巨人      | --        | 巨人      | --        | 巨人      | --        | 巨人      | --        | 巨人     | --       |
| 2位  | 広島      | 0.5       | 阪神      | 0.5       | 広島      | 5.5       | 大洋      | 5.5       | 阪神      | 3.5       | 阪神      | 3.0       | 阪神     | 2.0      |
| 3位  | 阪神      | 2.0       | 広島      | 2.0       | 大洋      | 6.0       | 阪神      | 6.0       | 大洋      | 6.0       | 大洋      | 4.5       | 大洋     | 10.0     |
| 4位  | ヤクルト  | 3.0       | 大洋      | 5.5       | 阪神      | 7.0       | 広島      | 8.0       | 広島      | 10.0      | 広島      | 10.5      | 広島     | 15.0     |
| 5位  | 中日      | 3.0       | 中日      | 6.5       | 中日      | 11.5      | 中日      | 16.5      | 中日      | 14.5      | 中日      | 19.0      | 中日     | 23.5     |
| 6位  | 大洋      | 3.5       | ヤクルト  | 9.5       | ヤクルト  | 15.0      | ヤクルト  | 21.0      | ヤクルト  | 29.0      | ヤクルト  | 35.0      | ヤクルト | 45.5     |

| 順位 | 球団             | 勝 | 敗 | 分 | 勝率 | 差   |
| 1位  | 読売ジャイアンツ | 79 | 47 | 4  | .627 | 優勝 |
| 2位  | 阪神タイガース   | 77 | 49 | 4  | .611 | 2.0  |
| 3位  | 大洋ホエールズ   | 69 | 57 | 4  | .548 | 10.0 |
| 4位  | 広島東洋カープ   | 62 | 60 | 8  | .508 | 15.0 |
| 5位  | 中日ドラゴンズ   | 55 | 70 | 5  | .440 | 23.5 |
| 6位  | ヤクルトアトムズ | 33 | 92 | 5  | .264 | 45.5 |

## オールスターゲーム1970
| ファン投票 | 武上四郎 |
| 監督推薦   | 浅野啓司 |

- 取り消し線は出場辞退

## できごと
- 6月18日 - 無免許運転で事故を起こした加藤俊夫に球団から「無期限出場停止」処分が言い渡された。加藤は一年間ブランクの後、東映へ移籍。
- 6月27日 - 阪神戦で「毎回得点」を許し、更にヤクルトは完封負け。「毎回得点+毎回無得点」はこの後1997年5月7日の福岡ダイエー×西武戦で、「西武が毎回得点、ダイエーが無得点」になるまで唯一。

- 8月4日 - 阪神戦に敗れ、ここから「16連敗」が始まる。
- 8月20日 - 11連敗の責任を取らされ、別所毅彦監督解任。翌8月21日に小川善治二軍監督が監督代行に就任。
- 8月25日 - 中日戦に敗れ、「16連敗」のセ・リーグ新記録、1936年の大東京軍の「16連敗」とタイ記録で、長期シーズンでは新記録。
- 8月26日 - 中日戦の延長13回裏、東条文博がサヨナラヒットを打って勝利、連敗記録がようやくストップした。
- 9月8日 - 去る8月20日に福岡市で逮捕されたオートレーサーからの自供で、レーサーを買収し八百長行為をしたと疑われた桑田武が、「小型自動車競走法」違反で逮捕される。10月1日にコミッショナー委員会は桑田を「3ヶ月の期限付き失格選手」に指名し、桑田もそのまま現役を引退した。
- 12月26日 - 前年のドラフト会議で大洋に1位指名されながら拒否、アメリカ野球留学をしていた荒川尭（元・早稲田大学）、去る10月7日に大洋と入団した後、この日ヤクルトへトレード。

## 表彰選手
| リーグ・リーダー | リーグ・リーダー | リーグ・リーダー | リーグ・リーダー |
| 選手名           | タイトル         | 成績             | 回数             |
| ---------------- | ---------------- | ---------------- | ---------------- |
| 東条文博         | 盗塁王           | 28個             | 初受賞           |

| ベストナイン |
| ------------ |
| 選出なし     |

## ドラフト
| 順位 | 選手名   | ポジション | 所属           | 結果                 |
| ---- | -------- | ---------- | -------------- | -------------------- |
| 1位  | 山下慶徳 | 外野手     | 河合楽器       | 入団                 |
| 2位  | 三橋豊夫 | 投手       | 日本通運       | 入団                 |
| 3位  | 若松勉   | 外野手     | 電電北海道     | 入団                 |
| 4位  | 渡辺進   | 内野手     | 銚子商業高     | 入団                 |
| 5位  | 牧重見   | 投手       | サッポロビール | 入団                 |
| 6位  | 執行重徳 | 外野手     | 飯塚商業高     | 入団                 |
| 7位  | 植原修平 | 外野手     | 日本石油       | 入団                 |
| 8位  | 会田照夫 | 投手       | 三協精機       | 入団                 |
| 9位  | 野村茂   | 捕手       | PL学園高       | 拒否・日本生命入社   |
| 10位 | 杉浦享   | 投手       | 愛知高         | 入団                 |
| 11位 | 成田昇   | 投手       | 元西濃運輸     | 入団                 |
| 12位 | 倉持明   | 投手       | 横浜第一商業高 | 拒否・日本鋼管入社   |
| 13位 | 米田潔   | 投手       | 新田高         | 拒否・伊予銀行入行   |
| 14位 | 市場博己 | 捕手       | 平安高         | 入団                 |
| 15位 | 高柳信美 | 捕手       | 国士舘高       | 拒否・国士舘大学進学 |
| 16位 | 大木勝年 | 投手       | 早稲田大学     | 入団                 |